# The Wrestler (singolo)
The Wrestler è un singolo di Bruce Springsteen.
Il brano fa parte della colonna sonora dell'omonimo film, infatti Springsteen lo scrisse poiché Mickey Rourke, suo amico personale, gli aveva chiesto di realizzare la canzone per esso.
Apparve per la prima volta nell'agosto 2008 alla 65ª Mostra internazionale d'arte cinematografica di Venezia. Nel dicembre 2008 ricevette una nomination per la 66ª edizione della cerimonia di premiazione di Golden Globe per la miglior canzone originale, che vinse l'11 gennaio 2009. Inoltre il brano ha ottenuto altre nomination, come il Satellite Award per la miglior canzone originale, l'MTV Movie Award alla miglior canzone, ma non ha ottenuto per poco la nomination per l'Oscar alla migliore canzone. Oltre al fatto che per la categoria furono nominate solo tre canzoni invece delle solite cinque, si pensa che il motivo per cui The Wrestler non venne nominato sia stato anche la sua posizione all'interno del film. Infatti la canzone non è presente in una particolare scena del film, ma fa da sottofondo ai titoli di coda.

## Registrazione e video
La versione registrata fu disponibile su iTunes il 16 dicembre. In seguito fu inclusa come una traccia bonus sull'album Working on a Dream, pubblicato alla fine del gennaio 2009.
Fu girato anche un videoclip della canzone nel 2009 a New Brunswick, in New Jersey.